# 安祚
安祚（1446年—1505年），字天錫，号友菊，明朝正德至嘉靖年间豪商巨贾安国之父。因其地主身份，曾出任当地「粮长」，亦获承事郎头衔。

## 简介
安祚生于明正統十一年（1446年）七月十三日，卒于明弘治十八年（1505年）九月十一日。娶司馬文正公第十五世孫司马逵之女，有子二，长子安邦，次子安国。安祚因本人酷爱菊花而号“友菊”。明朝文学家王廷相评价安祚“剛方不阿，動循矩法”。安祚之次子安国结交广泛，且仗义疏财，因而安祚过世后有约5000人出席其葬礼，并有都察院左都御史王守仁和吏部尚书乔宇为其书写墓志铭。